# Hank Azaria
Henry Albert Azaria (Queens, Nueva York, 25 de abril de 1964) es un actor de cine y televisión, director, comediante y actor de voz estadounidense. Es reconocido por su carrera como actor de voz en la serie animada Los Simpson. Personifica a Moe Szyslak, Chief Wiggum, Apu Nahasapeemapetilon, Jeff Albertson y numerosos personajes más. 
Azaria apareció también en películas como The Birdcage, Godzilla, Mi novia Polly y Night at the Museum: Battle of the Smithsonian. Protagonizó la serie dramática Huff, interpretando al personaje principal, lo cual fue muy bien recibido por la crítica. Además, participó en el famoso musical Spamalot. Pese a que originalmente solo trabajaba como actor cómico, recientemente Azaria ha comenzado a realizar papeles dramáticos, incluyendo Tuesdays With Morrie y Uprising. Estuvo casado con Helen Hunt entre 1999 y 2000, y ha ganado cuatro Premios Emmy y un premio del Sindicato de Actores.

## Primeros años
Azaria nació y creció en Forest Hills, Queens, Nueva York, hijo de padres Judíos sefardíes de Salónica, Grecia. Su padre, Albert, tuvo varios negocios textiles, mientras que su madre lo crio junto a sus dos hermanas mayores, Stephanie y Elise. Antes de casarse con su padre, la madre de Azaria había trabajado como publicista en Columbia Pictures, promocionando películas en los países latinoamericanos, por lo que hablaba tanto inglés como español. Ambos padres amaban el mundo y el negocio del espectáculo, por lo que lo impulsaron a convertirse en actor. Azaria se graduó de la Escuela The Kew Forest en Forest Hills, y más tarde estudió actuación en la Universidad Tufts hasta 1985, antes de ingresar en la Academia de Artes Dramáticas. Allí conoció a Oliver Platt, quien se convirtió en su mejor amigo; Azaria dijo que "Oliver era mejor actor de lo que yo era en mis años de universidad, y realmente fue una inspiración". Juntos, protagonizaron varias producciones universitarias, incluyendo El mercader de Venecia. Azaria originalmente quería ser actor de teatro, por lo que él y Platt crearon su propia compañía: "Big Theatre". La única obra que produjo la compañía fue una versión de The Dumb Waiter, de Harold Pinter. El primer trabajo de Azaria fue en un comercial de la televisión italiana, a los diecisiete años de edad. Pronto se dio cuenta de que la televisión le ofrecía más oportunidades, por lo que se mudó a Los Ángeles. Antes de irse de Nueva York, Azaria trabajó por varios años en un bar.

## Carrera

### Principios
Azaria ha descrito su carrera como muy gradual, ya que no ha saltado ninguno de los "pasos" comunes. Tras mudarse a Los Ángeles, en donde recibió clases del profesor de teatro Roy London, comenzó a trabajar como comediante, ganando popularidad en los clubes de comedia locales. Hizo su primera aparición en televisión a través de un papel de dos líneas en un episodio de la serie de 1986 de Peter Boyle Joe Bash, aunque su parte fue editada y eliminada antes del estreno del programa. Sin embargo, el papel le permitió unirse al Screen Actors Guild, y lo precipitó a aparecer en un episodio de Family Ties.

### Los Simpson
Es principalmente reconocido por su trabajo como actor de voz en la serie animada Los Simpson, un papel que continúa desempeñando. Se sumó al elenco a los 22 años, cuando solo había trabajado como actor de voz una vez, interpretando a un perro animado para el piloto de Fox Hollywood Dog. La primera voz que realizó fue la del tabernero Moe Szyslak, reemplazando a Christopher Collins, quien había grabado la voz del personaje en varios episodios previos. Habiéndolo conocido por el piloto fallido, la directora del elenco Bonita Pietila llamó a Azaria y le ofreció una audición para hacer la voz de Moe. En ese momento actuaba en una obra, en la cual interpretaba el papel de un narcotraficante, basando su voz en la de Al Pacino en Tarde de perros. Utilizó esa voz en la audición, pero Matt Groening y Sam Simon le pidieron que la hiciese más grave, convirtiéndola en la voz actual de Moe. Groening y Simon pensaron que Azaria era perfecto para participar en los estudios de grabación de la Fox. Antes de haber visto siquiera un libreto, grabó varias líneas de diálogo como Moe para el episodio Some Enchanted Evening. Azaria no esperaba recibir noticias del programa otra vez pero lo volvieron a llamar, primero para interpretar la voz del jefe Wiggum, y luego la de Apu Nahasapeemapetilon, hasta la segunda temporada, cuando comenzó a hacer muchas más voces. En ese momento, recibió un contrato y comenzó a formar parte del elenco permanentemente. Además de Moe, Wiggum y Apu, Azaria hace las voces del dependiente de la tienda de cómics, Carl Carlson, Cletus Spuckler, Profesor Frink, Dr. Nick Riviera, Lou, Snake, Kirk Van Houten, Capitán Horatio McCallister, Superintendente Chalmers, Duffman, el "Hombre Sabio", Luigi Risotto y muchos otros personajes que solo aparecieron una vez en la serie.
Además de la voz de Moe, la cual inicialmente estuvo basada en Al Pacino, varios de los personajes de Azaria están basados en alguien. La voz de Apu fue tomada de los vendedores provenientes de la India y de Pakistán que trabajan en Los Ángeles, y que escuchaba hablar cuando iba de compras; además, está basada en el personaje de Peter Sellers de la película The Party. Originalmente, se pensaba que el hecho de que Apu sea indio sería muy ofensivo y trillado, pero debido a la forma en que Azaria leyó la línea "Hola, Sr. Homer" el personaje se conservó así. Azaria, sin embargo, se quejó de este hecho en LateNet with Ray Ellin, diciendo que siempre pretendió que Apu fuese un estereotipo. La voz del jefe Wiggum era originalmente una parodia de David Brinkley, pero cuando Azaria la grabó por primera vez, era tan lenta y pausada que terminó pareciéndose a la de Edward G. Robinson. El oficial Lou está basado en Sylvester Stallone, y el Dr. Nick es "una mala imitación de Ricky Ricardo." La voz del "Hombre Sabio" está basada en Charles Bronson, mientras que Carl tiene una "voz simple que [Azaria] siempre hacía". Dos de las voces se le ocurrieron durante sus años de universidad: Snake está basado en el antiguo compañero de habitación de Azaria, mientras que el chico de los cómic-books está basado en un estudiante que vivía en la habitación contigua a la de Azaria, la cual estaba nombrada con la letra "F". El Profesor Frink está basado en la actuación de Jerry Lewis en la versión original de The Nutty Professor, y la voz del Capitán está inspirada en el actor inglés Robert Newton y su interpretación de los piratas. Azaria basó su actuación del personaje Frank Grimes, del episodio Homer's Enemy, en el actor William H. Macy. Declaró que Grimes fue la actuación más dura y emotiva que hizo en la historia de Los Simpson.
Sus amigos lo describen como "el imitador desquiciado" debido a su habilidad de copiar la voz de cualquier persona luego de escucharla. Cuando era niño creía que todos podían hacer eso, hasta que se dio cuenta de que era un talento fuera de lo normal. Azaria está orgulloso de haber demostrado su particularidad en Los Simpson. Matt Groening ha dicho que Azaria tiene la facilidad de transformar las líneas menos graciosas en las mejores del episodio, mientras que el guionista Jay Kogen declaró: "Cuando pienso que ya conozco todos los trucos de Hank, aparece con algo nuevo que me sorprende". A lo largo de la emisión de Los Simpson, Azaria ha tenido que cantar varias veces a través de un personaje, una tarea que describe como más fácil que cantar normalmente. El trabajo de Azaria en la serie le ha proporcionado varios premios, incluyendo tres premios Primetime Emmy en la categoría "Mejor actuación de voz". Azaria, con el resto del elenco principal, proporcionó las voces de todos sus personajes en la película de 2007 de Los Simpson, titulada Los Simpson: la película.
Hasta 1998, Azaria recibía 30 000 dólares por episodio. Luego, Azaria y los otros cinco actores de voz principales de Los Simpson se vieron involucrados en una disputa por el salario, en la cual Fox los amenazó con reemplazarlos con actores nuevos, realizando incluso audiciones para nuevas voces. Sin embargo, el problema se solucionó pronto y desde 1998 hasta 2004, recibieron 125.000 dólares por episodio. En 2004, los actores de voz convocaron a una huelga, demandando sueldos de 360.000 dólares por episodio. El conflicto fue solucionado un mes después, y el salario de Azaria se incrementó a un número entre 250.000 dólares y 360.000 dólares por episodio. En 2008, la producción para la vigésima temporada de la serie fue puesta en espera debido a nuevos arreglos en el contrato con los actores de voz, quienes querían aumentar el salario a una suma cercana a los 500.000 dólares por episodio. La disputa fue solucionada más tarde y Azaria y el resto del elenco recibió el sueldo que querían.
Una vez que Los Simpson se consolidó y Azaria tuvo suficiente dinero para vivir cómodamente, dejó de trabajar en comerciales, ya que los consideraba "desmoralizadores", ya que siempre sonaba sarcástico cuando leía sus líneas. Mientras grababa su parte de "Jell-O Man" para un comercial de Jell-O, se le pidió que hiciese su voz "más agradable y amistosa, para que les guste a los niños". Luego de señalar que "Jell-O Man" era un personaje ficticio, abandonó la producción y nunca más prestó su voz para una publicidad.

### Otros papeles

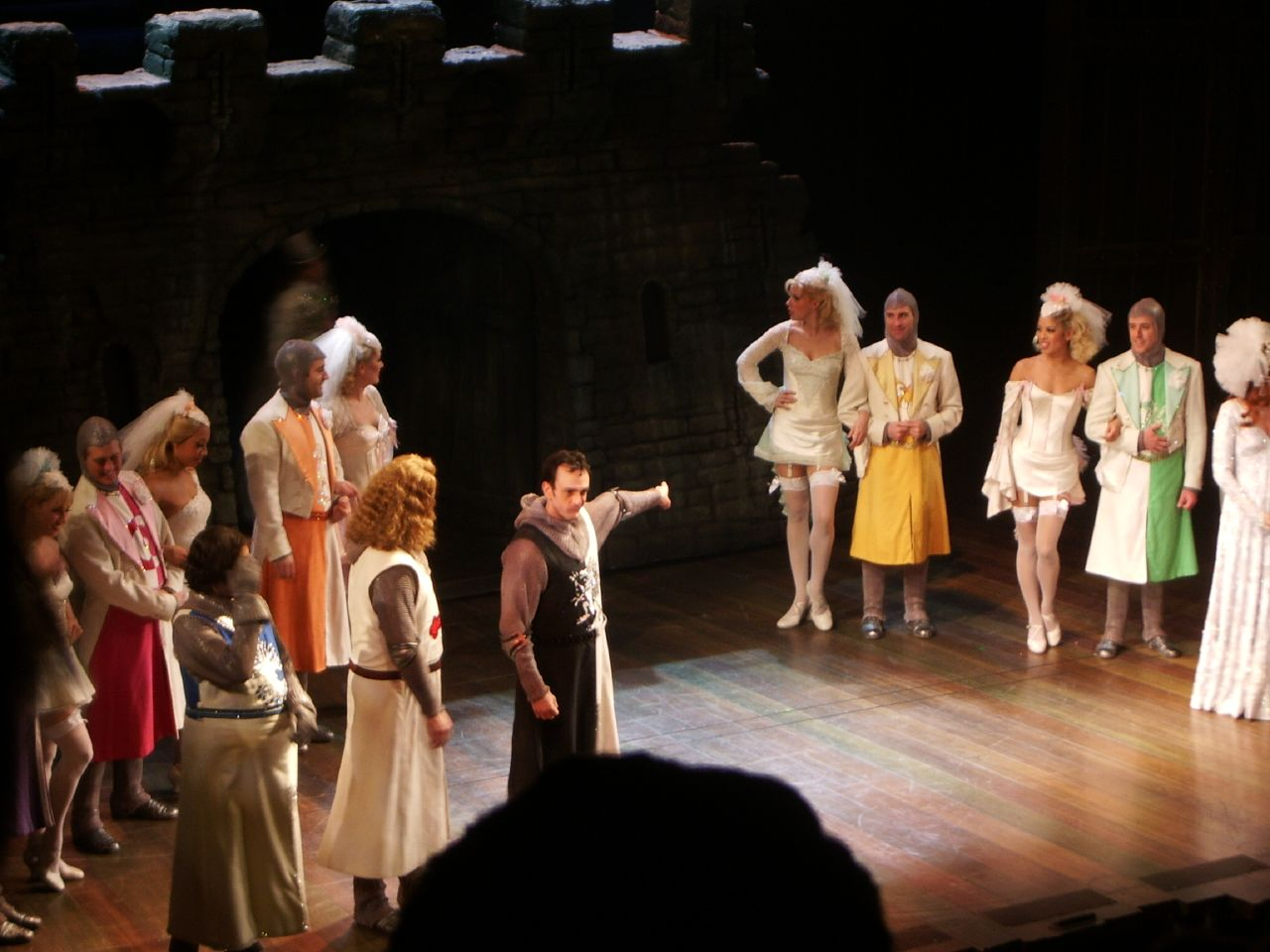
Azaria en Spamalot.

Luego de obtener fama con Los Simpson, Azaria comenzó a aceptar otros papeles, tales como una aparición en la película de 1990 Pretty Woman. Desde ese entonces, formó parte del elenco de Herman's Head personificando a Jay Nichols, junto a su compañera de Los Simpson Yeardley Smith. Varias veces grababa líneas para Los Simpson y filmaba Herman's Head el mismo día. Trabajó con el director Robert Redford en la película de 1994 Quiz Show: El dilema, y el mismo año, hizo su primera aparición en Friends, interpretando a David, uno de los novios de Phoebe Buffay. Su primera aparición fue en el décimo episodio del programa, antes de que el personaje se va a vivir a Minsk. Volvió en la séptima temporada de la serie, antes de hacer varias apariciones durante la novena, que culminó cuando le propuso matrimonio a Phoebe. Ella lo rechaza, y David nunca más aparece en la serie. Desde 1996, trabaja también en Mad About You como Nat, el paseador de perros. Azaria obtuvo nominaciones para los premios Emmy por ambos papeles. Continuó con su trabajo como actor de voz interpretando a Venom/Eddie Brock en Spider-Man: La serie animada por cuatro años, y en la película Anastasia como Bartok el murciélago, volviendo a grabar su voz para la secuela Bartok the Magnificent.
En 1996, Azaria interpretó a un ama de llaves homosexual guatemalteco llamado Agador Spartacus en la película The Birdcage junto con Robin Williams, Nathan Lane y Gene Hackman. Fue nominado para un premio del Sindicato de Actores, y la crítica elogió su papel como "el más divertido de la película". Para hacer el papel debió hablar con un acento guatemalteco, y trató de que su voz sonase lo más afeminada posible. Luego de tres semanas de producción, se dio cuenta de que hablaba como su abuela, quien lo ayudó en su actuación. Azaria apareció en varias películas, generalmente en papeles menores. Luego de trabajar en Heat y en Grosse Pointe Blank, apareció en la película de 1998 Godzilla como el fotógrafo Victor "Animal" Palotti. Más tarde, interpretó al rival de Gwyneth Paltrow, Walter Plane en la remake de 1998 de Great Expectations, y coprotagonizó la película de Tim Robbins Cradle Will Rock. También protagonizó el largometraje de Disney Mystery, Alaska, el de Universal Pictures Mystery Men, en 1999, e interpretó al Profesor Groteschele en Fail Safe, un programa que se emitía en vivo. Luego tuvo papeles en las películas America's Sweethearts, Along Came Polly y Dodgeball: A True Underdog Story. Por su papel como Claude en Along Came Polly, Azaria donó una peluca y trabajó por "siete u ocho semanas" para conseguir la forma que requería la misma. Azaria trabajó también en el debut como director de David Schwimmer, Run, Fat Boy, Run. Durante la producción trabó amistad con el coprotagonista Simon Pegg, realizando las voces de Los Simpson tras su pedido, distrayendo frecuentemente a Pegg cuando se suponía que debía estar filmando.
Azaria comenzó a obtener más fama tras su actuación como Mitch Albom junto con Jack Lemmon en la película de televisión de 1999 Tuesdays With Morrie, ganando un Emmy por el papel. Azaria lo describió como "el mejor trabajo que ha hecho". Fue uno de los primeros papeles dramáticos que hizo Azaria, ya que la mayor parte de su carrera estuvo relacionada con la comedia. Su siguiente papel dramático fue en la película de televisión Uprising interpretando a Mordechaj Anielewicz. Azaria se confundió en la audición y varias veces le preguntó al productor y director Jon Avnet por qué lo habían seleccionado. "Sabía que a Avnet le gustó el hecho de que yo era judío, por lo que sabía que podría hacer bien los acentos. Me convocó a mí y a David Schwimmer para Uprising, y los dos estábamos igual de intrigados. Pensamos que quería personas que fuesen reconocidas por ser divertidas. Nunca me lo explicó satisfactoriamente; no entiendo por qué". Sus roles en Tuesdays With Morrie y Uprising lo afectaron psicológicamente, llevándolo a un estado depresivo, lo cual relató en los DVD de Monty Python.
Azaria interpretó al psiquiatra Craig "Huff" Huffstodt en la serie televisiva Huff, en la cual también trabajó como productor. Amaba su papel, ya que le parecía que la serie marchaba muy bien, por lo que en su segunda temporada comenzó a "extender al personaje emocionalmente". Luego de leer el libreto original se lo envió a su amigo Oliver Platt, quien interpretó al mejor amigo de Huff, Russell Tupper. El programa fue emitido por dos temporadas durante 2004-2006, obteniendo siete nominaciones a los premios Emmy en 2005, incluyendo una nominación para Azaria en la categoría "Mejor Actor de una Serie Dramática". A pesar de los premios, el programa tenía baja audiencia y Showtime decidió no producir una tercera temporada. Azaria dirigió un episodio de la segunda temporada del programa, y expresó su deseo de convertirse en director a finales de su carrera.
Escribió y dirigió la película corta de 2004 Nobody's Perfect, la cual ganó el premio "Film Discovery Jury" al mejor corto en el Festival de la Comedia de Estados Unidos. En enero de 2007, se confirmó que estaba dirigiendo Outsourced, una película sobre dos trabajadores americanos que viajan para recuperar sus empleos, luego de que su fábrica se muda a México.
Azaria también ha aparecido en varias producciones teatrales. En 2003 apareció en el teatro de Londres West End como Bernard en Sexual Perversity in Chicago, junto con Matthew Perry y Minnie Driver. En 2004, Azaria comenzó a interpretar a Sir Lancelot, el caballero francés, y a otros personajes en Spamalot la versión musical de Monty Python and the Holy Grail, la cual se estrenó en Chicago en diciembre de 2004 antes de mudarse a Broadway. El espectáculo fue aclamado por la crítica, recibiendo catorce nominaciones a los Premios Tony, incluyendo la categoría "Mejor Actor de un Musical" para Azaria. Azaria describió a su papel como "el más divertido que tuve en mi vida". Se tomó un descanso de la obra en junio de 2005, con Alan Tudyk como su reemplazo, para trabajar en Huff, pero regresó en diciembre de 2005. Continuando con sus papeles en teatro, a finales de 2007 protagonizó la obra de Aaron Sorkin The Farnsworth Invention, interpretando al jefe de RCA David Sarnoff. En 2011 dio vida a Gargamel en la película de Los Pitufos.

## Vida personal

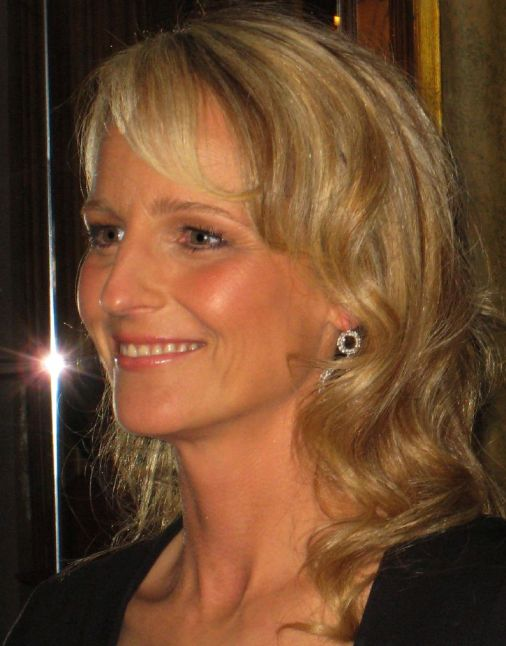
Helen Hunt, compañera de reparto en Mad About You y exesposa de Azaria.

A principios de la década de 1990, Azaria se comprometió con la actriz Julie Warner. En 1994, Azaria comenzó una relación con la actriz Helen Hunt, y se casó con ella en una ceremonia tradicional judía en la casa de la pareja, al sur de California, el 17 de julio de 1999. Azaria había trabajado con Hunt en Mad About You, además del episodio de Los Simpson "Dumbbell Indemnity" cuando ella interpretó a la novia de Moe, Renee. Después de un año de matrimonio, Azaria se fue de su casa y comenzó a vivir en un hotel de Bel-Air. Luego de una separación de seis meses, alegando "diferencias irreconciliables", Hunt pidió el divorcio, el cual se concretó el 18 de diciembre de 2000. Azaria continúa siendo amigo de Oliver Platt y es el padrino del hijo de Platt, George. Políticamente, Azaria apoya al Partido Demócrata, es fanático de Elvis Costello, y dijo que sería terapeuta si no hubiese sido actor. Considera que la trilogía El Padrino fue la que lo inspiró para convertirse en actor, y sus héroes son Peter Sellers y Walt Frazier.

## Filmografía

### Cine
| Año  | Título                                                        | Papel                                           |
| ---- | ------------------------------------------------------------- | ----------------------------------------------- |
| 1990 | Pretty Woman                                                  | Detective                                       |
| 1994 | Quiz Show: El dilema                                          | Albert Freedman                                 |
| 1995 | Heat                                                          | Alan Marciano                                   |
| 1995 | Now and Then                                                  | Bud Kent                                        |
| 1996 | The Birdcage                                                  | Agador Spartacus                                |
| 1997 | Grosse Pointe Blank                                           | Steven Lardner                                  |
| 1997 | Anastasia                                                     | Bartok (voz)                                    |
| 1998 | Great Expectations                                            | Walter Plane                                    |
| 1998 | Homegrown                                                     | Carter                                          |
| 1998 | Godzilla                                                      | Victor 'Animal' Palotti                         |
| 1997 | Celebrity                                                     | David                                           |
| 1999 | Cradle Will Rock                                              | Marc Blitzstein                                 |
| 1999 | Mystery Men                                                   | Jeff/The Blue Raja                              |
| 1999 | Mystery, Alaska                                               | Charles Danner                                  |
| 2001 | America's Sweethearts                                         | Hector Gorgonzolas                              |
| 2002 | Bark!                                                         | Sam                                             |
| 2003 | Shattered Glass                                               | Michael Kelly                                   |
| 2004 | Nobody's Perfect                                              | Ray                                             |
| 2004 | Along Came Polly                                              | Claude                                          |
| 2004 | Dodgeball: A True Underdog Story                              | Patches O'Houlihan de joven                     |
| 2004 | Eulogy                                                        | Daniel Collins                                  |
| 2007 | Chicago 10                                                    | Abbie Hoffman / Allen Ginsberg / Varios (voces) |
| 2007 | The Grand                                                     | Mike 'The Bike' Heslov                          |
| 2007 | Los Simpson: la película                                      | Varios (voces)                                  |
| 2007 | Run Fatboy Run                                                | Whit                                            |
| 2008 | Immigrants                                                    | Jóska (voz)                                     |
| 2009 | Night at the Museum: Battle of the Smithsonian                | Kahmunrah / The Thinker / Abraham Lincoln       |
| 2009 | Year One                                                      | Abraham                                         |
| 2010 | Love & Other Drugs                                            | Dr. Stan Knight                                 |
| 2011 | Hop                                                           | Carlos / Phil (voz)                             |
| 2011 | The Smurfs                                                    | Gargamel                                        |
| 2011 | Happy Feet Two                                                | The Mighty Sven (voz)                           |
| 2011 | The Smurfs: A Christmas Carol                                 | Gargamel (voz)                                  |
| 2013 | Lovelace                                                      | Gerard Damiano                                  |
| 2013 | The Smurfs 2                                                  | Gargamel                                        |
| 2016 | Norman: The Moderate Rise and Tragic Fall of a New York Fixer | Srul Katz                                       |

### Televisión
| Año           | Título                                  | Papel                                                                    |
| ------------- | --------------------------------------- | ------------------------------------------------------------------------ |
| 1986          | Joe Bash                                | Maldonado                                                                |
| 1987          | Morning Maggie                          | Philly McAllister                                                        |
| 1988          | Family Ties                             | Joe                                                                      |
| 1989          | Growing Pains                           | Steve Stevenson                                                          |
| 1989–presente | The Simpsons                            | Varios (voces)                                                           |
| 1990          | Hollywood Dog                           | Hollywood Dog (voz)                                                      |
| 1990          | The Fresh Prince of Bel-Air             | Jerry                                                                    |
| 1990          | Babes                                   | Tony                                                                     |
| 1991–94       | Herman's Head                           | Jay Nichols                                                              |
| 1994          | Beethoven                               | Asesino / Ned / Policía de tráfico / Harv / Exconvicto / Bombero (voces) |
| 1994–96       | Spider-Man: The Animated Series         | Eddie Brock / Venom (voz)                                                |
| 1994, 2001–03 | Friends                                 | David                                                                    |
| 1995          | Tales from the Crypt                    | Richard                                                                  |
| 1995          | What-a-Cartoon                          | Elmo (voz)                                                               |
| 1995          | If Not for You                          | Craig Schaeffer                                                          |
| 1995–99       | Mad About You                           | Nat Ostertag                                                             |
| 1998          | Stressed Eric                           | Eric (voz)                                                               |
| 1999          | Tuesdays with Morrie                    | Mitch Albom                                                              |
| 2000          | Fail Safe                               | Prof. Groeteschele                                                       |
| 2001          | Futurama                                | Harold Zoid (voz)                                                        |
| 2001          | Uprising                                | Mordechaj Anielewicz                                                     |
| 2002          | Imagine That                            | John Miller                                                              |
| 2004–06       | Huff                                    | Dr. Craig "Huff" Huffstodt                                               |
| 2008          | Independent Lens                        | Abbie Hoffman / Allen Ginsberg                                           |
| 2011          | The Cleveland Show                      | Dependiente de la tienda de cómics (voz)                                 |
| 2011          | Free Agents                             | Alex Taylor                                                              |
| 2012          | Stand Up to Cancer                      | Moe Szyslak / Apu / Rafael (voz)                                         |
| 2013          | The Smurfs: The Legend of Smurfy Hollow | Gargamel (voz)                                                           |
| 2013          | Timms Valley                            | Chaz Babcock (voz)                                                       |
| 2013–18       | Family Guy                              | Reginald Barrington / Nigel Harpington / Varios (voces)                  |
| 2014–15       | Ray Donovan                             | Ed Cochran                                                               |
| 2016          | Bordertown                              | Bud Buckwald (voz)                                                       |
| 2017          | The Wizard of Lies                      | Frank DiPascali                                                          |
| 2017 20       | Brockmire                               | Jim Brockmire                                                            |
| 2018          | Maniac                                  | Hank Landsberg                                                           |

#### Voces en Los Simpsons
Hank interpreta varias de las voces de personajes secundarios en la versión original, entre ellos se encuentran:
- Apu Nahasapeemapetilon
- Moe Szyslak
- Clancy Wiggum
- Jeff Albertson (El dependiente de la tienda de cómics)
- Carl Carlson
- Nick Riviera
- Snake Jailbird
- Kirk Van Houten
- El Hombre Abejorro
- El Capitán
- Profesor Frink
- Cletus Spuckler
- Disco Stu
- Lou
- Leon Kompowsky junto con Michael Jackson
- Actor secundario Mel
- Frank Grimes
- Frank Grimes Jr.
- Shelbyville Milhouse
- El Forro
- El Hombre Muy Alto
- Doctor Colossus

## Premios y nominaciones
| Premios Primetime Emmy | Premios Primetime Emmy                         | Premios Primetime Emmy | Premios Primetime Emmy | Premios Primetime Emmy |
| Año                    | Categoría                                      | Trabajo Nominado       | Resultado              | Ref.                   |
| ---------------------- | ---------------------------------------------- | ---------------------- | ---------------------- | ---------------------- |
| 1998                   | Mejor actor invitado - Serie de comedia        | Mad About You          | Nominado               | [ 44 ]                 |
| 1998                   | Mejor actuación de voz                         | The Simpsons           | Ganador                | [ 44 ]                 |
| 2000                   | Mejor actor de reparto - Miniserie o telefilme | Tuesdays with Morrie   | Ganador                | [ 44 ]                 |
| 2001                   | Mejor actuación de voz                         | The Simpsons           | Ganador                | [ 44 ]                 |
| 2003                   | Mejor actor invitado - Serie de comedia        | Friends                | Nominado               | [ 44 ]                 |
| 2003                   | Mejor actuación de voz                         | The Simpsons           | Ganador                | [ 44 ]                 |
| 2005                   | Mejor actor - Serie dramática                  | Huff                   | Nominado               | [ 44 ]                 |
| 2009                   | Mejor actuación de voz                         | The Simpsons           | Nominado               | [ 44 ]                 |
| 2010                   | Mejor actuación de voz                         | The Simpsons           | Nominado               | [ 44 ]                 |
| 2012                   | Mejor actuación de voz                         | The Simpsons           | Nominado               | [ 44 ]                 |
| 2015                   | Mejor actuación de voz                         | The Simpsons           | Ganador                | [ 44 ]                 |
| 2016                   | Mejor actor invitado - Serie dramática         | Ray Donovan            | Ganador                | [ 44 ]                 |
| 2017                   | Mejor actor invitado - Serie dramática         | Ray Donovan            | Pendiente              | [ 44 ]                 |

| Premios del Sindicato de Actores | Premios del Sindicato de Actores    | Premios del Sindicato de Actores | Premios del Sindicato de Actores | Premios del Sindicato de Actores |
| Año                              | Categoría                           | Trabajo Nominado                 | Resultado                        | Ref.                             |
| -------------------------------- | ----------------------------------- | -------------------------------- | -------------------------------- | -------------------------------- |
| 1997                             | Mejor reparto                       | The Birdcage                     | Ganador                          | [ 45 ]                           |
| 1997                             | Mejor actor de reparto              | The Birdcage                     | Nominado                         | [ 45 ]                           |
| 2000                             | Mejor actor - Miniserie o telefilme | Tuesdays with Morrie             | Nominado                         | [ 46 ]                           |
| 2005                             | Mejor actor - Serie dramática       | Huff                             | Nominado                         | [ 47 ]                           |